# Tour der British Lions nach Neuseeland 1993
| Tour der British Lions nach Neuseeland 1993 | Tour der British Lions nach Neuseeland 1993 | Tour der British Lions nach Neuseeland 1993 | Tour der British Lions nach Neuseeland 1993 | Tour der British Lions nach Neuseeland 1993 |
| Übersicht                                   | S                                           | G                                           | U                                           | N                                           |
| ------------------------------------------- | ------------------------------------------- | ------------------------------------------- | ------------------------------------------- | ------------------------------------------- |
| Test Matches                                | 03                                          | 1                                           | 0                                           | 2                                           |
| Sonstige Spiele                             | 10                                          | 6                                           | 0                                           | 4                                           |
| Gesamt                                      | 13                                          | 7                                           | 0                                           | 6                                           |
|                                             |                                             |                                             |                                             |                                             |
| Neuseeland                                  | 03                                          | 1                                           | 0                                           | 2                                           |

Die Tour der British Lions nach Neuseeland 1993 war eine Rugby-Union-Tour der als British Lions bezeichneten Auswahlmannschaft (heute British and Irish Lions). Sie reiste von Ende Mai bis Anfang Juli 1983 durch Neuseeland und bestritt während dieser Zeit 13 Spiele. Es standen drei Test Matches gegen die neuseeländische Nationalmannschaft auf dem Programm, die mit einem Sieg und zwei Niederlagen endeten. In den Spielen gegen regionale Auswahlteams standen sechs Siege und vier Niederlagen zu Buche. Bei dieser Lions-Tour handelte es sich um die letzte der Amateur-Ära.

## Spielplan
- Hintergrundfarbe grün = Sieg
- Hintergrundfarbe rot = Niederlage

(Test Matches sind grau unterlegt; Ergebnisse aus der Sicht der Lions)
| #  | Datum         | Gegner                              | Ort          | Stadion             | Ergebnis |
| -- | ------------- | ----------------------------------- | ------------ | ------------------- | -------- |
| 01 | 22. Mai 1993  | North Auckland Rugby Football Union | Whangārei    | Okara Park          | 30:17    |
| 02 | 26. Mai 1993  | North Harbour Rugby Union           | Auckland     | Mount Smart Stadium | 29:13    |
| 03 | 29. Mai 1993  | New Zealand Māori                   | Wellington   | Athletic Park       | 24:20    |
| 04 | 02. Juni 1993 | Canterbury Rugby Football Union     | Christchurch | Lancaster Park      | 28:10    |
| 05 | 05. Juni 1993 | Otago Rugby Football Union          | Dunedin      | Carisbrook          | 24:37    |
| 06 | 08. Juni 1993 | Southland Rugby                     | Invercargill | Rugby Park Stadium  | 34:16    |
| 07 | 12. Juni 1993 | Neuseeland                          | Christchurch | Lancaster Park      | 18:20    |
| 08 | 16. Juni 1993 | Taranaki Rugby Football Union       | New Plymouth | Rugby Park          | 49:25    |
| 09 | 19. Juni 1993 | Auckland Rugby Football Union       | Auckland     | Eden Park           | 18:23    |
| 10 | 22. Juni 1993 | Hawke’s Bay Rugby Union             | Napier       | McLean Park         | 17:29    |
| 11 | 26. Juni 1993 | Neuseeland                          | Wellington   | Athletic Park       | 20:7     |
| 12 | 29. Juni 1993 | Waikato Rugby Union                 | Hamilton     | Rugby Park          | 10:38    |
| 13 | 03. Juli 1993 | Neuseeland                          | Auckland     | Eden Park           | 13:30    |

## Test Matches
| 12. Juni 1993 14:30 NZST | Neuseeland                           | 20 : 18        | British Lions             | Lancaster Park, Christchurch Zuschauer: 38.000 Schiedsrichter: Brian Kinsey (Australien) |
| 12. Juni 1993 14:30 NZST | Versuche: Bunce Straftritte: Fox (5) | (11:9) Bericht | Straftritte: Hastings (6) | Lancaster Park, Christchurch Zuschauer: 38.000 Schiedsrichter: Brian Kinsey (Australien) |

Aufstellungen:
- Neuseeland: Robin Brooke, Zinzan Brooke, Olo Brown, Frank Bunce, Eroni Clarke, Craig Dowd, Sean Fitzpatrick , Grant Fox, Ian Jones, Michael Jones, Jamie Joseph, Walter Little, Anthony Strachan, John Timu, Va’aiga Tuigamala 
 Auswechselspieler: Matthew Cooper
- Lions: Rob Andrew, Martin Bayfield, Paul Burnell, Will Carling, Ben Clarke, Ieuan Evans, Jeremy Guscott, Gavin Hastings , Kenny Milne, Dewi Morris, Nick Popplewell, Andy Reed, Dean Richards, Rory Underwood, Peter Winterbottom

| 26. Juni 1993 14:30 NZST | Neuseeland                       | 7 : 20        | British Lions                                                   | Athletic Park, Wellington Zuschauer: 39.000 Schiedsrichter: Patrick Robin (Frankreich) |
| 26. Juni 1993 14:30 NZST | Versuche: Clarke Erhöhungen: Fox | (7:9) Bericht | Versuche: Underwood Straftritte: Hastings (4) Dropgoals: Andrew | Athletic Park, Wellington Zuschauer: 39.000 Schiedsrichter: Patrick Robin (Frankreich) |

Aufstellungen:
- Neuseeland: Robin Brooke, Zinzan Brooke, Olo Brown, Frank Bunce, Eroni Clarke, Mark Cooksley, Craig Dowd, Sean Fitzpatrick , Grant Fox, Michael Jones, Jamie Joseph, John Kirwan, John Preston, John Timu, Va’aiga Tuigamala 
 Auswechselspieler: Ian Jones
- Lions: Rob Andrew, Martin Bayfield, Ben Clarke, Ieuan Evans, Scott Gibbs, Jeremy Guscott, Gavin Hastings , Martin Johnson, Jason Leonard, Brian Moore, Dewi Morris, Nick Popplewell, Dean Richards, Rory Underwood, Peter Winterbottom 
 Auswechselspieler: Mike Teague

| 3. Juli 1993 14:30 NZST | Neuseeland                                                                   | 30 : 13         | British Lions                                                  | Eden Park, Auckland Zuschauer: 47.000 Schiedsrichter: Patrick Robin (Frankreich) |
| 3. Juli 1993 14:30 NZST | Versuche: Bunce Fitzpatrick Preston Erhöhungen: Fox (3) Straftritte: Fox (3) | (14:13) Bericht | Versuche: Gibbs Erhöhungen: Hastings Straftritte: Hastings (2) | Eden Park, Auckland Zuschauer: 47.000 Schiedsrichter: Patrick Robin (Frankreich) |

Aufstellungen:
- Neuseeland: Robin Brooke, Olo Brown, Frank Bunce, Craig Dowd, Sean Fitzpatrick , Grant Fox, Ian Jones, Michael Jones, Jamie Joseph, John Kirwan, Arran Pene, John Preston, Lee Stensness, John Timu, Va’aiga Tuigamala 
 Auswechselspieler: Zinzan Brooke, Mark Cooksley, Matthew Cooper
- Lions: Rob Andrew, Martin Bayfield, Ben Clarke, Ieuan Evans, Scott Gibbs, Jeremy Guscott, Gavin Hastings , Martin Johnson, Jason Leonard, Brian Moore, Dewi Morris, Nick Popplewell, Dean Richards, Rory Underwood, Peter Winterbottom

## Kader

### Management
- Tourmanager: Geoff Cooke
- Trainer: Ian McGeechan
- Kapitän: Gavin Hastings

### Spieler
| Spieler            | Position         | Mannschaft              |
| ------------------ | ---------------- | ----------------------- |
| Robert Jones       | Gedrängehalb     | Swansea RFC             |
| Dewi Morris        | Gedrängehalb     | Orrell RUFC             |
| Andy Nicol         | Gedrängehalb     | Dundee HSFP             |
| Rob Andrew         | Verbindungshalb  | Wasps RFC               |
| Stuart Barnes      | Verbindungshalb  | Bath FC                 |
| Will Carling       | Innendreiviertel | Harlequins              |
| Vincent Cunningham | Innendreiviertel | St Mary’s College RFC   |
| Scott Gibbs        | Innendreiviertel | Swansea RFC             |
| Jeremy Guscott     | Innendreiviertel | Bath FC                 |
| Ieuan Evans        | Außendreiviertel | Llanelli RFC            |
| Scott Hastings     | Außendreiviertel | Watsonian FC            |
| Ian Hunter         | Außendreiviertel | Northampton Saints      |
| Rory Underwood     | Außendreiviertel | Leicester Tigers        |
| Tony Underwood     | Außendreiviertel | Leicester Tigers        |
| Richard Wallace    | Außendreiviertel | Garryowen Football Club |
| Tony Clement       | Schlussmann      | Swansea RFC             |
| Gavin Hastings     | Schlussmann      | Watsonian FC            |

| Spieler            | Position             | Mannschaft               |
| ------------------ | -------------------- | ------------------------ |
| Kenny Milne        | Hakler               | Heriot’s Rugby Club      |
| Brian Moore        | Hakler               | Harlequins               |
| Paul Burnell       | Pfeiler              | London Scottish FC       |
| Jason Leonard      | Pfeiler              | Harlequins               |
| Nick Popplewell    | Pfeiler              | Greystones RFC           |
| Andy Reed          | Pfeiler              | Bath FC                  |
| Peter Wright       | Pfeiler              | Boroughmuir RFC          |
| Martin Bayfield    | Zweite-Reihe-Stürmer | Northampton Saints       |
| Damian Cronin      | Zweite-Reihe-Stürmer | London Scottish FC       |
| Wade Dooley        | Zweite-Reihe-Stürmer | Preston Grasshoppers RFC |
| Mick Galwey        | Zweite-Reihe-Stürmer | Shannon RFC              |
| Martin Johnson     | Zweite-Reihe-Stürmer | Leicester Tigers         |
| Ben Clarke         | Flügelstürmer        | Bath FC                  |
| Richard Webster    | Flügelstürmer        | Swansea RFC              |
| Peter Winterbottom | Flügelstürmer        | Harlequins               |
| Dean Richards      | Nummer Acht          | Leicester Tigers         |
| Mike Teague        | Flügelstürmer        | Gloucester RFC           |